# オッドボールズ
『オッドボールズ』（Oddballs）は、2022年10月7日よりNetflixで配信されたWebアニメ。ジェームズ・ラリソンとイーサン・バンヴィル原作。アトミック・カートゥーンズやNetflixアニメーション生産。

## あらすじ
泡形の姿をした少年のジェームズは人生について観察が日常の煩わしさに対する彼のコメディな暴言を煽り、それらをバカバカしいほどバカげた高みに引き上げる。しゃべるワニの親友のマックスと未来から来たと主張する少女のエコーと共に規範に疑問を呈するジェームズのバカげた計画はしばしば惨事につながる。

## 登場人物
ジェームズ・ラリソン（James Rallison）
声 - 本人 / 吹き替え - 菅原雅芳
本作の主人公。同名のYouTuberを元した泡形の少年。非常識かつ真面目な性格から常軌を逸した不幸な生活を送り、何に対しても頻繁にコメディな暴言をぶつける。好物はジュース。
マックス（Max）
声 - ジュリアン・ガント / 吹き替え - あべそういち
ジェームズの親友であるおしゃべりなワニ。狂しいかつ欣快な性格。好きなものは雨・太陽の下で暖かい岩の上に横たわる。好物は恐竜ナゲット・生鶏。
エコー（Echo）
声 - キンバリー・ブルックス / 吹き替え - 松本沙羅
本作のヒロイン。未来からやって来て大食いするアフリカ系アメリカ人の時間旅行の少女。食いしん坊かつムードメーカーだが、友達が助けを必要としている時に助ける性格。
マクフライ先生（Mr. McFly）
声 - ゲイリー・アンソニー・ウィリアムズ / 吹き替え - 相馬康一
ジェームズの先生。ハエのような人。お金ため一生懸命働く。先生な性格からみんなに好かれるが、悪い面がある。
スチュアート（Stuart）
声 - カール・ファルオーロ / 吹き替え - 佐々木祐介
ジェームズのクラスメイトであるブロブのような生き物。ガキ大将ため学生たちに嫌われており、粗暴かつ無気力な性格。このおかげでジェームズとは犬猿の仲よく見られる。
サグ（Sagu）
声 - ジェームズ・ラリソン / 吹き替え - 未定
話せるするサボテンのような生き物。ミッキーマウスっぽい口調で話す。強い筋肉ため、ジェームズのクラブハウスを保持する。
トースティー（Toasty）
声 - カリ・ウォールグレン / 吹き替え - 長縄まりあ & 後藤ヒロキ（声が低い）
ジェームズとマックスに作ったトースター少年。一見可愛いだが、ジェームズとマックスの口論後は残忍かつ乱暴な性格に変わる。
マズ（Maz）
声 - 未定 / 吹き替え - 河村梨恵
ジェームズのクラスメイトであるゴスユニコーン。容姿は白い肌に紫色の髪、首にとがった襟。冷静沈着かつ観察な性格。

## 他の日本語版声優
- 東内マリ子
- 渡辺ゆかり
- ニケライ・ファラナーゼ
- 星祐樹
- 左座翔丸
- 櫻庭有紗
- 玉井勇輝
- 引坂理絵
- 藤原大智
- 蓮岳大
- 黒澤剛史
- すずき紀子
- 反町有里
- 内野孝聡
- 虎島貴明
- 柳晃平
- 八百屋杏
- かぬか光明
- 佐々木拓真
- 松重慎
- 斉藤こず恵

## エピソード一覧

### シーズン 1
| 話数 | サブタイトル              | 原版                   | あらすじ |
| ---- | ------------------------- | ---------------------- | -------- |
| 1    | トースティー誕生          | Raising Toasty         |          |
| 2    | スマホ実験                | Breaking & Entering    |          |
| 3    | ハエの死                  | Wanted Dead or Fly     |          |
| 4    | 割りこみ                  | Line Cutters           |          |
| 5    | せめざ合う2つの脳         | Boy with 2 Brains      |          |
| 6    | デオドラントで制感!?      | Emo Like the Wolfstank |          |
| 7    | 招かれざる客              | Behind Frenemy Lines   |          |
| 8    | ピローファイト・クラブ    | Pillow Fight Club      |          |
| 9    | おばあちゃん はじめまして | Grandma's Boy          |          |
| 10   | 体育か献血か              | Blood Excuse           |          |
| 11   | ほとんどホーム・アローン  | Almost Home Alone      |          |
| 12   | ナゲットで大さわぎ        | Nugget Nonsense        |          |

### シーズン 2
| 話数    | サブタイトル     | 原版                   | あらすじ |
| ------- | ---------------- | ---------------------- | -------- |
| 1（13） | ミュージカル     | The Show Mustn't Go On |          |
| 2（14） | パートナー       | Partners               |          |
| 3（15） | 乗り合いカート   | School Poolers         |          |
| 4（16） | ボディ・スワップ | Body Swap              |          |
| 5（17） | 先生に成りすまし | The Class Act          |          |
| 6（18） | モラル・レポート | Moral Report           |          |
| 7（19） | マックス市長     | Mayor Max              |          |
| 8（20） | さらばトースティ | Toasty's Goodbye       |          |

## 製作
創造主のジェームズとイーサンは2020年初頭にシリーズをNetflixに売り込み、サービスはその年の8月にシリーズを取り上げた。ジェームズ曰く、シリーズ全製作は新型コロナウイルス感染症の最中にスタジオが封鎖される中、リモートで行われる。